# Iglesia de San Pedro Mártir (Sant Romá de Abella)
La iglesia de San Pedro Mártir de Sant Romà d'Abella es un templo románico del pueblo y antiguo término de Sant Romà d'Abella, desde 1970 en el de Isona y Conca Dellá. Forma la parte central de un pequeño grupo edificado llamado las Cases de Sant Pere.
No existen fuentes documentales que nos informen de esta iglesia, pero los elementos constructivos y decorativos son los empleados a finales del siglo XI.

## Descripción
Es de una sola nave cubierta con bóveda de cañón, de bastante altura y sin ornamentaciones. El aparato evidencia una construcción de finales del siglo XI o principios del siglo XII. Los sillares son pequeños, pero dispuestos de forma muy regular.
El ábside presenta un arco presbiteral doble, que arranca de una imposta en bisel, muy sencilla. Tiene un friso de piedras talladas en forma de triángulos, como el que hay en la iglesia de San Esteban de Abella de la Conca. La forma del arco interior es ligeramente de herradura.

## Bibliografía

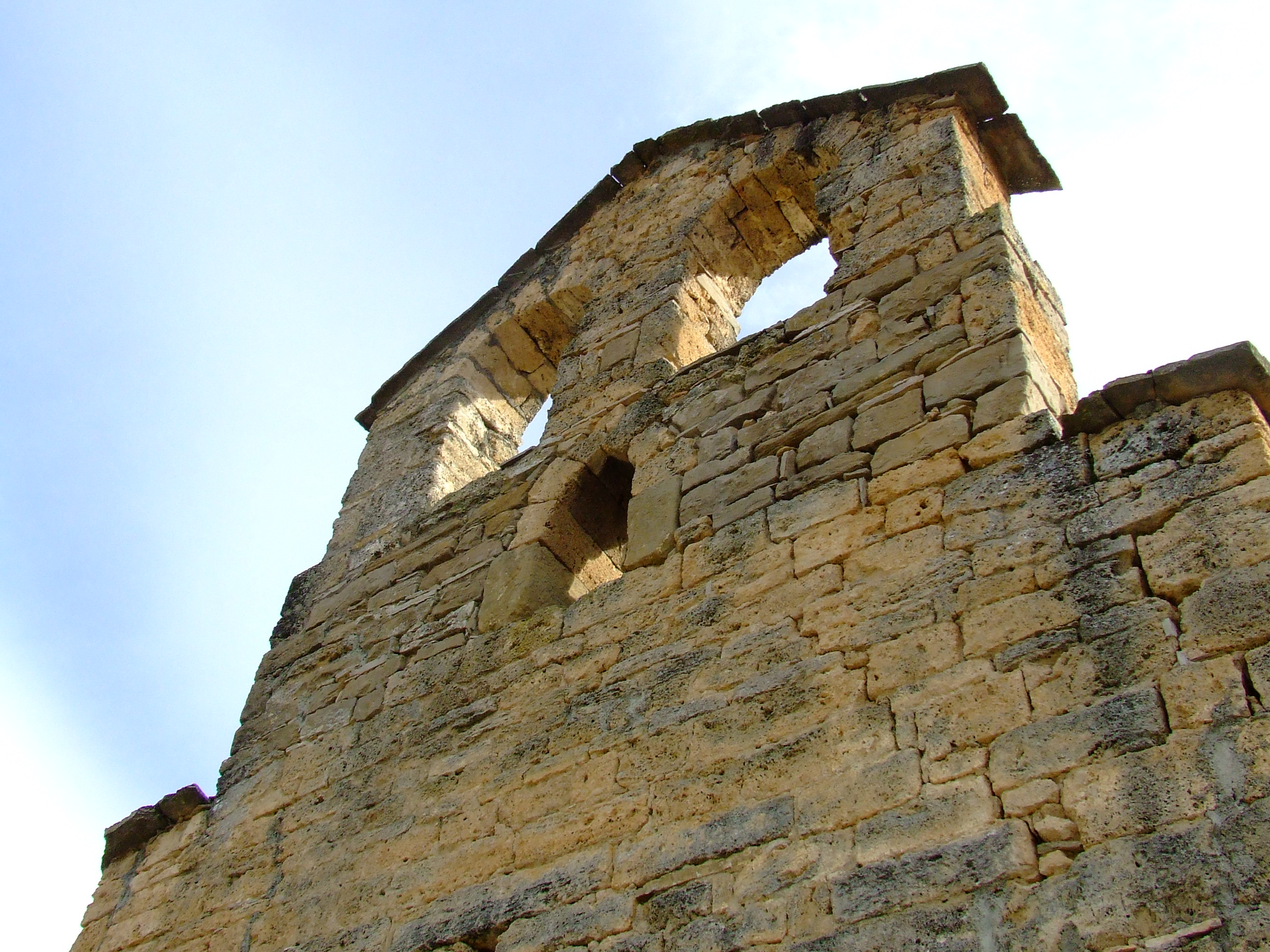
Espadaña sobre la fachada principal.